# Spoorlijn Tønder - Højer Sluse
De spoorlijn Tønder - Højer Sluse was een lokaalspoorlijn tussen Tønder en Højer Sluse van het schiereiland Jutland in Denemarken.

## Geschiedenis
De lijn is aangelegd in de tijd dat Zuid-Jutland tot Pruisen behoorde. De eerste plannen voor een spoorlijn in Zuid-Jutland dateren uit 1844, toen de Holsteinische Eisenbahngesellschaft een spoorlijn van Flensburg via Tønder naar Højer wilde aanleggen. Tot uitvoering van deze plannen kwam het niet direct. Op 15 juni 1892 werd de spoorlijn tussen Tønder en Højer Sluse geopend. De lijn vormde een belangrijke schakel in de verbinding met het eiland Sylt. Vanuit Højer Sluse was er een veerverbinding met Munkmarsch op dit eiland. In 1920 werd Zuid-Jutland na een referendum weer Deens waarna de spoorlijnen werden overgedragen aan de Danske Statsbaner. Na de bouw van de Hindenburgdamm tussen het vasteland en het eiland Sylt in 1927 zakte het vervoer via de spoorlijn naar Højer Sluse in en per 15 mei 1935 werd de lijn voor het reizigersverkeer gesloten. Voor goederenverkeer bleef de lijn nog open tot 31 maart 1962, waarna de lijn werd opgebroken.